# ヴェンチュリ・400
ヴェンチュリ・400 (Venturi 400) は、フランスの自動車メーカーであるヴェンチュリがかつて生産していたスポーツカーである。
本項ではチャレンジ400/400GTを中心に、同車をベースに製作されたレーシングカー群についても記述する。

## 概要

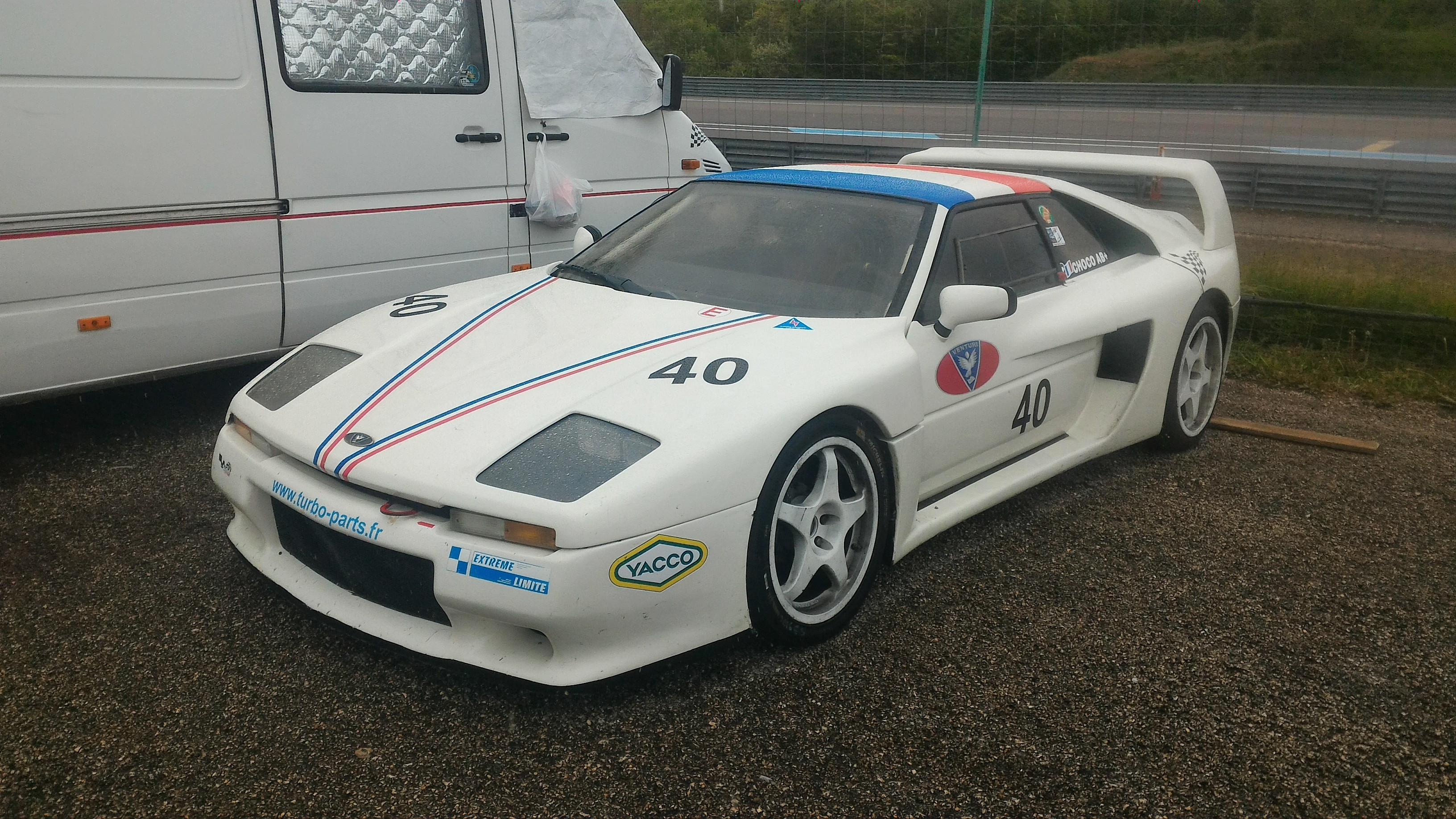
400トロフィー

MVS・ヴェンチュリ（210/260）をベースとした競技用モデルとして、1992年に発表されたのが「チャレンジ400（400トロフィー）」である。固定化されたヘッドライト、両サイドのエアインテーク、フェラーリ・F40を思わせる大型リアウィングなどが特徴で、4輪ともカーボンブレーキを装備。ミッドシップに搭載されるエンジンは、PRV 3.0 L V型6気筒をベースに4バルブDOHC化され、各バンクにターボチャージャーとインタークーラーを装着したツインターボ仕様で、最高出力400 PS・最大トルク49.0 kgmを発生し、公称最高速度は350 km/hに達する。生産台数は75台。
車内はロールケージで覆われ、シートはフルバケットタイプに5点式のフルハーネスの組み合わせ。インパネはカーボン製で、サイドウィンドウはアクリル製のスライド式となっている。
当時ヴェンチュリの競技部門のディレクターを務め、後にBPRグローバルGTシリーズの発起人の1人となるステファン・ラテルは、1992年から1995年までチャレンジ400によるワンメイクレースのシリーズ戦「ジェントルマン・ドライバーズ・トロフィー」を開催した。

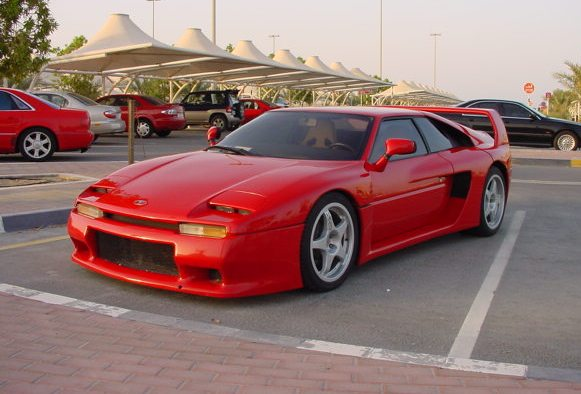
400GT

1994年、チャレンジ400のロードカー仕様となる「400GT」を発表。ヘッドライトはリトラクタブル化され、内装もMVS・ヴェンチュリと同様の上質なものに変更された。また、触媒も追加された。

## モータースポーツ

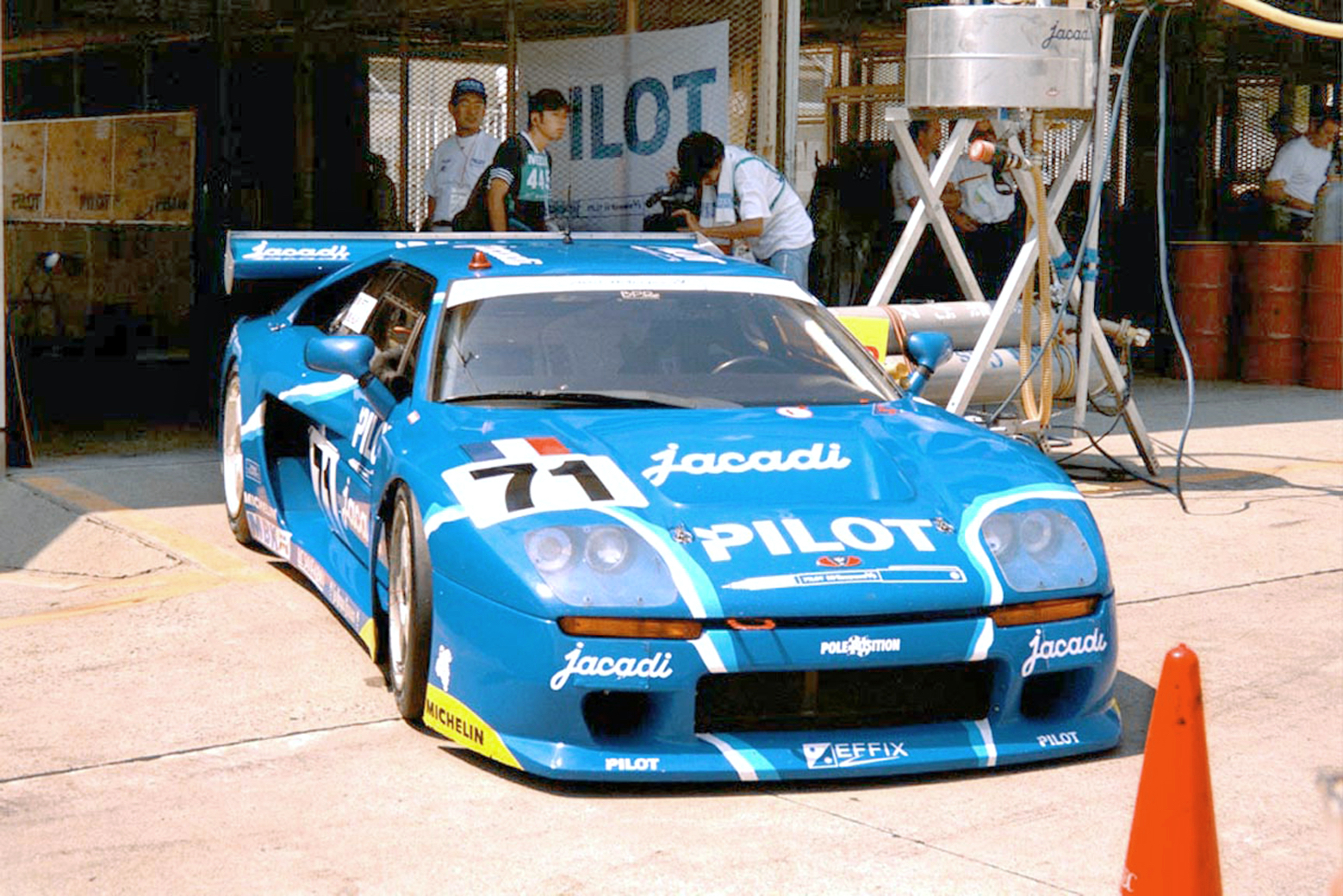
600LM（1994年 鈴鹿1000kmにて）

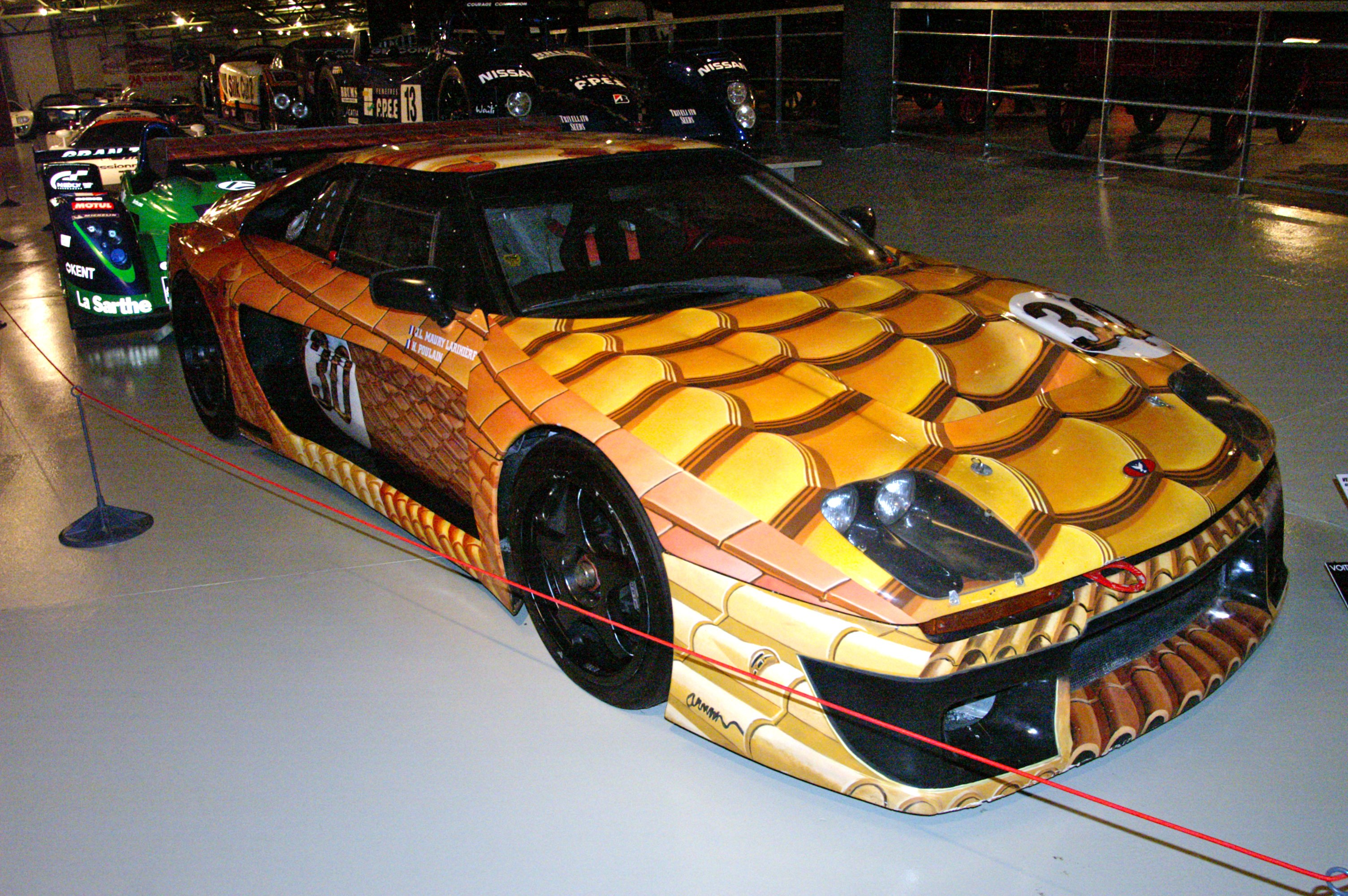
600LM #30（1994年ル・マン24時間レース参戦車）

1993年、チャレンジ400をベースに最高出力を500 PSに向上させた「500LM」が登場。同年のル・マン24時間レースには7台出走のうち5台が完走し、最高位は#55の総合23位（クラス8位）であった。
1994年、500LMの改良版として最高出力を600 PSに向上させた「600LM」が登場する。同年から開始されたBPRグローバルGTシリーズ（BPR）へ参戦し、デビュー戦となった第2戦・ハラマ4時間では3台全車がリタイアに終わったものの、続く第3戦・ディジョン4時間では1-2フィニッシュ。その後も第4戦・パリ1000km、第6戦・スパ4時間で優勝し、計3勝を挙げた。いずれもポルシェやフェラーリを破っての勝利であり、MVSヴェンチュリが開発当初から掲げていた「ポルシェやフェラーリに対抗可能なフランス車」という目標は、これによって達成されることとなった。
同年のル・マンにはGT1クラスから600LMが3台、GT2クラスから400GTRが2台の計5台が出走したが、完走したのは#68の400GTR（総合17位・クラス8位）のみで、他はリタイアもしくは周回数不足で完走と認められなかった。
1995年、BPRでは参戦初年のマクラーレン・F1 GTRが猛威を振るい、600LMの最高位は第7戦・パリ1000kmでの4位に留まった。同年のル・マンには600LM2台に加え、ヴェンチュリが600LMをベースにさらなる改良を施した「600SLM」を1台投入してワークス参戦するが、600LMはいずれもリタイア、600SLMも周回数不足により完走とは認められなかった。また、ル・マンへの参戦はこの年が最後となった。
BPR最終年となった1996年も際立った成績は残せず、そのまますべてのレース活動を終了した（翌年以降のFIA GT選手権には不参加）。

## その他
チャレンジ400は日本にも数台が輸入され、ナンバーを取得して公道を走行している。『ベストモータリング』1993年2月号で行われた筑波サーキットでのバトルでは、清水和夫によるドライブでチャレンジ400が参戦した。その後1993年7月号で再度参戦し、中谷明彦によるドライブで宿敵F40に加えて、RUF BR2と対決した。